# Тоденрот
Тоденрот (нім. Todenroth) — громада в Німеччині, розташована в землі Рейнланд-Пфальц. Входить до складу району Рейн-Гунсрюк. Складова частина об'єднання громад Кірхберг.
Площа — 1,56 км2. Населення становить 65 ос. (станом на 31 грудня 2020).